# تعريفة التغذية الكهربائية

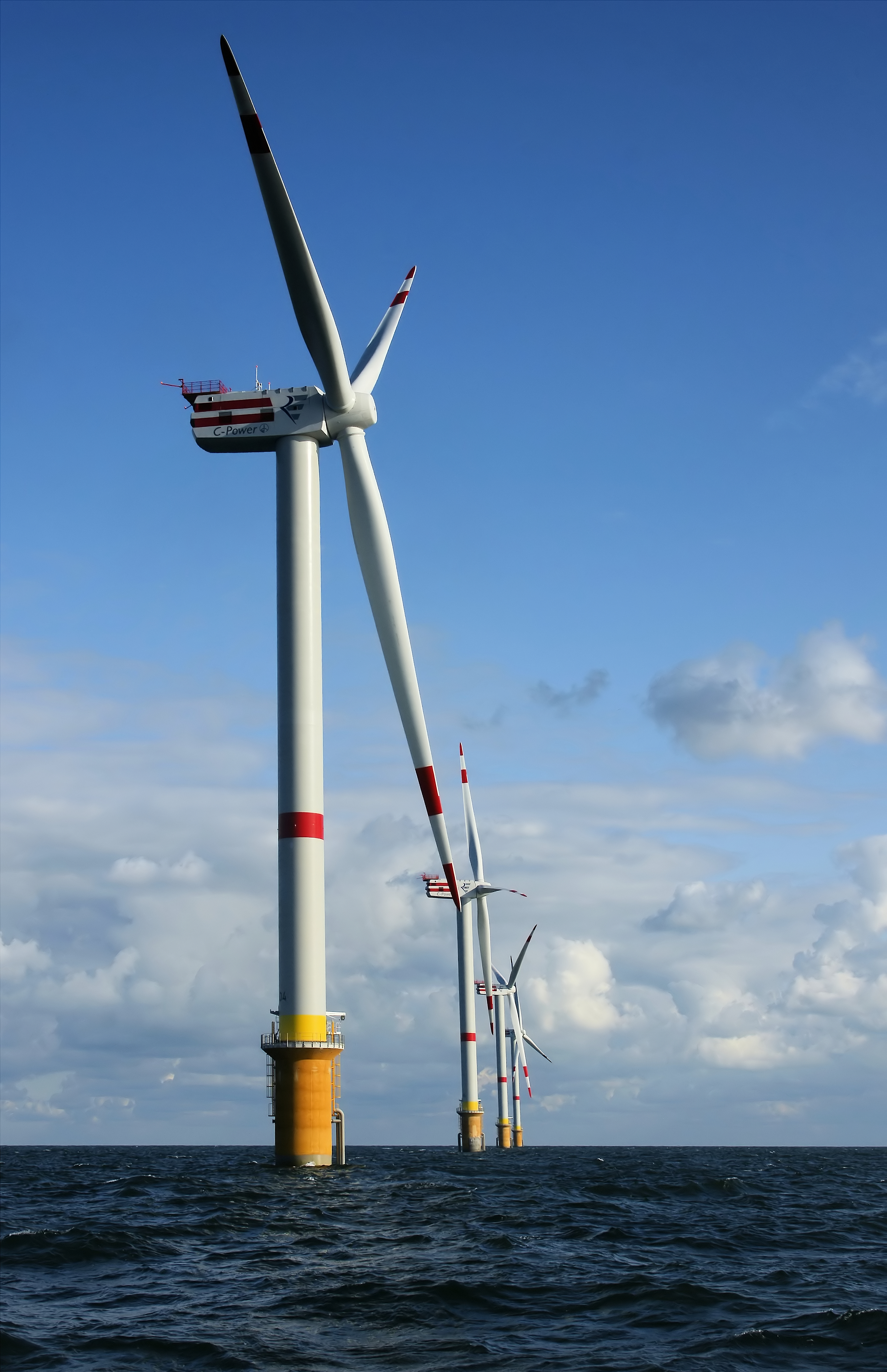

تعريفة التغذية الكهربائية سياسة مصممة لجذب الاستثمارات في تقنيات الطاقة المتجددة. يتم تقديم عقود طويلة الأجل لمنتجي الطاقة المتجددة، تعتمد عادة على كلفة إنتاج كل تقنية. عوضا عن دفع كمية مساوية للطاقة، مثلا يخفض ثمن كيلوواط الواحد من طاقة الرياح، بينما تقنيات مثل الطاقة الشمسية  وطاقة المد والجزر تعطى ثمن أكبر وتقلل الأسعار بحسب الأعلى منها.
تتضمن التعرفة حسب التغذية تقليل «ضرائب التغذية» حيث يوجد إليه لتقليل السعر (أو التغذية) بمرور الوقت. تقدم هذه العروض للمساعدة :25على إنقاص كلفة التقنيات.:100 هدف التعرفة حسب التغذية هو تقديم تعويض اعتماد على الكلفة إلى منتجين الطاقة المتجددة بعرض أسعار معينة وعقود طويلة الأجل والمساعدة في تمويل الاستثمارات للطاقات المتجددة.

## تاريخيًا

### الولايات المتحدة
في عام 1978، نُفّذ الشكل الأول من تعريفة التغذية الكهربائية (تحت اسم آخر) في الولايات المتحدة في خلال عهد الرئيس جيمي كارتر الذي وقع على قانون الطاقة الوطني. تضمن هذا القانون خمسة قوانين منفصلة، أحدها قانون سياسات تنظيم المرافق العامة. تمثل الهدف من سن قانون الطاقة الوطني بتشجيع الحفاظ على الطاقة وتطوير موارد طاقة جديدة، بما في ذلك مصادر الطاقة المتجددة كطاقة الرياح والطاقة الشمسية والطاقة الحرارية الأرضية.
تضمن قانون سياسات تنظيم المرافق العامة بندًا يفرض على المنشآت والمرافق شراء الكهرباء التي يولدها منتجي الطاقة المستقلين المؤهلين بأسعار لا تتجاوز التكلفة التي يتفادونها. صُممت التكاليف المُتجنّبة لتعكس التكلفة التي تتحملها إحدى المرافق لتوفير القدر ذاته من التوليد الكهربائي. خلال ثمانينيات القرن العشرين، ساد الكثير من تفسيرات قانون سياسات تنظيم المرافق العامة، ففسرت بعض المرافق ولجان المرافق الحكومية التكاليف المُتجنّبة أنها بالكاد تعني تجنب تكاليف الوقود، بينما اختار آخرون تعريف «التكاليف المُتجنّبة» على أنها «التكلفة الهامشية المُتجنّبة على المدى الطويل» للتوليد. يُقصد بالتكاليف طويلة الأمد التكلفة المتوقعة للكهرباء خلال الأعوام المقبلة. اعتمدت ولاية كاليفورنيا التفسير الأخير في عقد العرض القياسي رقم 4. ثمة بند آخر مدرج في قانون سياسات تنظيم المرافق العامة وهو منع المرافق من الاستحواذ على ما يتجاوز 50% من المشاريع لتشجيع الوافدين الجدد.
امتثالًا لقانون سياسات تنظيم المرافق العامة، شرعت بعض الولايات في تقديم عقود عرض قياسية للمنتجين. استحدثت لجنة المرافق العامة في كاليفورنيا عددًا من عقود العرض القياسية، بما في ذلك العرض القياسي رقم 4، والذي استخدم الأسعار الثابتة بناءً على تكلفة التوليد المتوقعة على المدى الطويل. استندت تقديرات تكاليف الكهرباء طويلة الأمد إلى الاعتقاد (السائد على نطاق واسع آنذاك) بأن أسعار النفط والغاز ستواصل ارتفاعها. أدى ذلك إلى تصاعد القيم في جدول أسعار الشراء الثابتة، والمصمم لتعكس التكاليف المُتجنّبة على المدى الطويل للتوليد الكهربائي الجديد. بحلول عام 1992، نصب منتجو الطاقة من القطاع الخاص نحو 1700 ميغاواط من طاقة الرياح في كاليفورنيا، وما يزال بعضها يعمل حتى الوقت الحاضر. كان لاعتماد قانون سياسات تنظيم المرافق العامة دور في توليد كم هائل من الطاقة المتجددة في ولايات أخرى كفلوريدا وماين.
مع ذلك، كان لقانون سياسات تنظيم المرافق العامة آثار سلبية في قطاع الكهرباء الأمريكية. عندما انخفضت أسعار النفط والغاز في أواخر ثمانينيات القرن العشرين، أصبحت عقود العرض القياسية التي جرى توقيعها لتشجيع تطوير الطاقة المتجددة الجديدة مرتفعة التكلفة. نتيجة لذلك، أصبحت عقود قانون سياسات تنظيم المرافق العامة تُعتبر عبئًا مكلفًا على دافعي ضرائب الكهرباء.
ثمة مصدر آخر لمعارضة نظام قانون سياسات تنظيم المرافق العامة نابع من أنه مصمم لتشجيع توليد المنافع. فُسّر ذلك على أنه تهديد تمارسه العديد من المرافق الكبيرة، ولا سيما الموردين الاحتكاريين. بسبب تشجيع النظام على توليد خدمات غير مفيدة، فُسّر ذلك أيضًا على أنه خطوة كبير نحو زيادة المنافسة.

### أوروبا
في عام 1990، اعتمدت ألمانيا قانون تغذية الشبكة بالكهرباء. طالب قانون تغذية الشبكة بالكهرباء من المرافق شراء الكهرباء المولدة من موردي الطاقة المتجددة بنسبة مئوية من سعر التجزئة السائد للكهرباء. حُدّدت النسبة المئوية المقدمة للطاقة الشمسية وطاقة الرياح بنسبة 90% من سعر الكهرباء في المباني السكنية، بينما حُددت تقنيات أخرى كالطاقة المائية والحيوية بنسب تتراوح من 65% إلى 80%. أُدرج سقف مشروع بسعة 5 ميغاواط.
لم يكُن قانون تغذية الشبكة بالكهرباء الألماني كافيًا لتشجيع التقنيات ذات التكلفة المرتفعة كالخلايا الكهروضوئية، إلا أنه أثبت فعاليته نسبيًا في تشجيع التقنيات منخفضة التكلفة كالرياح، ما أدى إلى توليد طاقة رياح جديدة بسعة 4,400 ميغاواط بين عامي 1991 و1999، والتي شكلت نحو ثلث إجمالي طاقة الرياح العالمية بحلول عام 1999.
واجه قانون تغذية الشبكة بالكهرباء تحديًا آخر وهو حق الوصول إلى الشبكة. ضمن قانون تغذية الشبكة بالكهرباء لمنتجي الكهرباء المتجددة القدرة على الوصول إلى الشبكة. اعتُمدت قوانين مماثلة قائمة على النسبة المئوية للتغذية الكهربائية في إسبانيا والدنمارك خلال تسعينيات القرن العشرين.